# Трушкі (гміна Снядово)
Трушкі (пол. Truszki) — село в Польщі, у гміні Снядово Ломжинського повіту Підляського воєводства.
Населення — 137 осіб (2011).
У 1975-1998 роках село належало до Ломжинського воєводства.

## Демографія
Демографічна структура станом на 31 березня 2011 року:
|          | Загалом | Допрацездатний вік | Працездатний вік | Постпрацездатний вік |
| -------- | ------- | ------------------ | ---------------- | -------------------- |
| Чоловіки | 65      | 17                 | 41               | 7                    |
| Жінки    | 72      | 19                 | 36               | 17                   |
| Разом    | 137     | 36                 | 77               | 24                   |